# Bor arsenid
Bor arsenid (BAs) je hemijsko jedinjenje bora i arsena. On je kubni (sfaleritni) poluprovodnik sa konstantom rešetke od 0.4777  i indirektnom bend prazninom od oko 1.5 eV. On formira leguru sa galijum arsenidom.
Bor arsenid se takođe javlja kao ikosaedralni borid, .
On pripada R-3m prostornoj grupi sa romboedarskom strukturom baziranom na klasterima atoma bora i dvoatomnim As-As lancima. On je poluprovodnik 

## Literatura
- Chen, H.; Wang, Guan; Dudley, Michael; Xu, Zhou; Edgar, J. H.; Batten, Tim; Kuball, Martin; Zhang, Lihua; Zhu, Yimei;  . (2008). „Single-crystalline B12As2 on m-plane (1-100)15R-SiC”. Applied Physics Letters. 92 (23): 231917—1——231917—3. doi:10.1063/1.2945635.
- Hart, Gus L. W.; Zunger, Alex (2000). „Electronic structure of BAs and boride III-V alloys”. Physical Review B. 62 (20): 13522—13537. arXiv:cond-mat/0009063 . doi:10.1103/PhysRevB.62.13522.
- King, R. Bruce (1999). Boron Chemistry at the Millennium. New York: Elsevier. ISBN 978-0-444-72006-1.
- Ownby, P. D. (1975). „Ordered Boron Arsenide”. Journal of the American Ceramic Society. 58 (7–8): 359—360. doi:10.1111/j.1151-2916.1975.tb11514.x.

## Spoljašnje veze
- Parametri rešetke bor arsenida